# امامزاده فضلعلی
امامزاده فضلعلی مربوط به سدهٔ ۷ و ۸ ه.ق است و در محله ناران شهر لواسان مرکز بخش لواسانات شهرستان شمیرانات استان تهران ایران واقع شده و این اثر در تاریخ ۱ مهر ۱۳۸۲ با شمارهٔ ثبت ۱۰۳۷۳ به‌عنوان یکی از آثار ملی ایران به ثبت رسیده است.